# Bóng quần tại Đại hội Thể thao châu Á 2022
Môn bóng quần tại Đại hội Thể thao châu Á 2022 được tổ chức tại Trung tâm Triển lãm Công viên Olympic Hàng Châu, Hàng Châu, Trung Quốc từ ngày 26 tháng 9 đến ngày 5 tháng 10 năm 2023.

## Lịch thi đấu
| P | Vòng sơ loại | R | Vòng 16 | ¼ | Tứ kết | ½ | Bán kết | F | Chung kết |

| Event↓/Date → | Thứ 3 26 | Thứ 4 27 | Thứ 5 28 | Thứ 6 29 | Thứ 7 30 | Chủ nhật 1 | Thứ 2 2 | Thứ 3 3 | Thứ 3 3 | Thứ 4 4 | Thứ 5 5 |
| ------------- | -------- | -------- | -------- | -------- | -------- | ---------- | ------- | ------- | ------- | ------- | ------- |
| Đơn nam       |          |          |          |          |          | P          | R       | ¼       | ¼       | ½       | F       |
| Đồng đội nam  | P        | P        | P        | ½        | F        |            |         |         |         |         |         |
| Đơn nữ        |          |          |          |          |          | P          | R       | ¼       | ¼       | ½       | F       |
| Đồng đội nữ   | P        | P        | P        | ½        | F        |            |         |         |         |         |         |
| Đôi hỗn hợp   |          |          |          |          |          | P          | P       | P       | ¼       | ½       | F       |

## Danh sách huy chương
| Event        | Vàng                                                                          | Bạc                                                               | Đồng                                                                     |
| ------------ | ----------------------------------------------------------------------------- | ----------------------------------------------------------------- | ------------------------------------------------------------------------ |
| Đơn nam      | Ng Eain Yow · Malaysia                                                        | Saurav Ghosal · Ấn Độ                                             | Abdulla Al-Tamimi · Qatar                                                |
| Đơn nam      | Ng Eain Yow · Malaysia                                                        | Saurav Ghosal · Ấn Độ                                             | Henry Leung · Hồng Kông                                                  |
| Đồng đội nam | Ấn Độ · Saurav Ghosal · Mahesh Mangaonkar · Harinder Pal Sandhu · Abhay Singh | Pakistan · Nasir Iqbal · Asim Khan · Farhan Zaman · Noor Zaman    | Malaysia · Addeen Idrakie · Mohd Syafiq Kamal · Ng Eain Yow · Ivan Yuen  |
| Đồng đội nam | Ấn Độ · Saurav Ghosal · Mahesh Mangaonkar · Harinder Pal Sandhu · Abhay Singh | Pakistan · Nasir Iqbal · Asim Khan · Farhan Zaman · Noor Zaman    | Hồng Kông · Lau Tsz Kwan · Henry Leung · Tang Ming Hong · Wong Chi Him   |
| Đơn nữ       | Sivasangari Subramaniam · Malaysia                                            | Chan Sin Yuk · Hồng Kông                                          | Satomi Watanabe · Nhật Bản                                               |
| Đơn nữ       | Sivasangari Subramaniam · Malaysia                                            | Chan Sin Yuk · Hồng Kông                                          | Ho Tze Lok · Hồng Kông                                                   |
| Đồng đội nữ  | Malaysia · Aifa Azman · Aira Azman · Rachel Arnold · Sivasangari Subramaniam  | Hồng Kông · Chan Sin Yuk · Ho Tze Lok · Lee Ka Yi · Tong Tsz Wing | Ấn Độ · Joshana Chinappa · Dipika Pallikal · Tanvi Khanna · Anahat Singh |
| Đồng đội nữ  | Malaysia · Aifa Azman · Aira Azman · Rachel Arnold · Sivasangari Subramaniam  | Hồng Kông · Chan Sin Yuk · Ho Tze Lok · Lee Ka Yi · Tong Tsz Wing | Hàn Quốc · Eum Hwa-yeong · Heo Min-gyeong · Lee Ji-hyun · Yang Yeon-soo  |
| Đôi hỗn hợp  | Ấn Độ · Harinder Pal Sandhu · Dipika Pallikal                                 | Malaysia · Mohd Syafiq Kamal · Aifa Azman                         | Hồng Kông · Wong Chi Him · Lee Ka Yi                                     |
| Đôi hỗn hợp  | Ấn Độ · Harinder Pal Sandhu · Dipika Pallikal                                 | Malaysia · Mohd Syafiq Kamal · Aifa Azman                         | Ấn Độ · Abhay Singh · Anahat Singh                                       |

## Bảng tổng sắp huy chương
| Hạng               | Đoàn               | Vàng | Bạc | Đồng | Tổng số |
| ------------------ | ------------------ | ---- | --- | ---- | ------- |
| 1                  | Malaysia (MAS)     | 3    | 1   | 1    | 5       |
| 2                  | Ấn Độ (IND)        | 2    | 1   | 2    | 5       |
| 3                  | Hồng Kông (HKG)    | 0    | 2   | 4    | 6       |
| 4                  | Pakistan (PAK)     | 0    | 1   | 0    | 1       |
| 5                  | Hàn Quốc (KOR)     | 0    | 0   | 1    | 1       |
| 5                  | Nhật Bản (JPN)     | 0    | 0   | 1    | 1       |
| 5                  | Qatar (QAT)        | 0    | 0   | 1    | 1       |
| Tổng số (7 đơn vị) | Tổng số (7 đơn vị) | 5    | 5   | 10   | 20      |

## Các quốc gia tham dự
Có tất cả 92 vận động viên đến từ 16 quốc gia và vùng lãnh thổ tranh tài tại Đại hội Thể thao châu Á 2022 ở bộ môn Bóng quần.
- Trung Quốc (2)
- Hồng Kông (8)
- Ấn Độ (8)
- Nhật Bản (6)
- Hàn Quốc (8)
- Kuwait (4)
- Ma Cao (4)
- Malaysia (8)
- Mông Cổ (5)
- Nepal (6)
- Pakistan (8)
- Philippines (6)
- Qatar (4)
- Singapore (4)
- Sri Lanka (3)
- Thái Lan (8)